# آرثر جيمس تورنر
آرثر جيمس تورنر هو سياسي كندي، ولد في 12 سبتمبر 1888، وتوفي في 13 ديسمبر 1983.  مثل فانكوفر إيست في الجمعية التشريعية لكولومبيا البريطانية من عام 1941 إلى عام 1966 باعتباره اتحاد الكومنولث التعاوني (CCF) ثم عضوًا في الحزب الديمقراطي الجديد.